# Armatura (scultura)

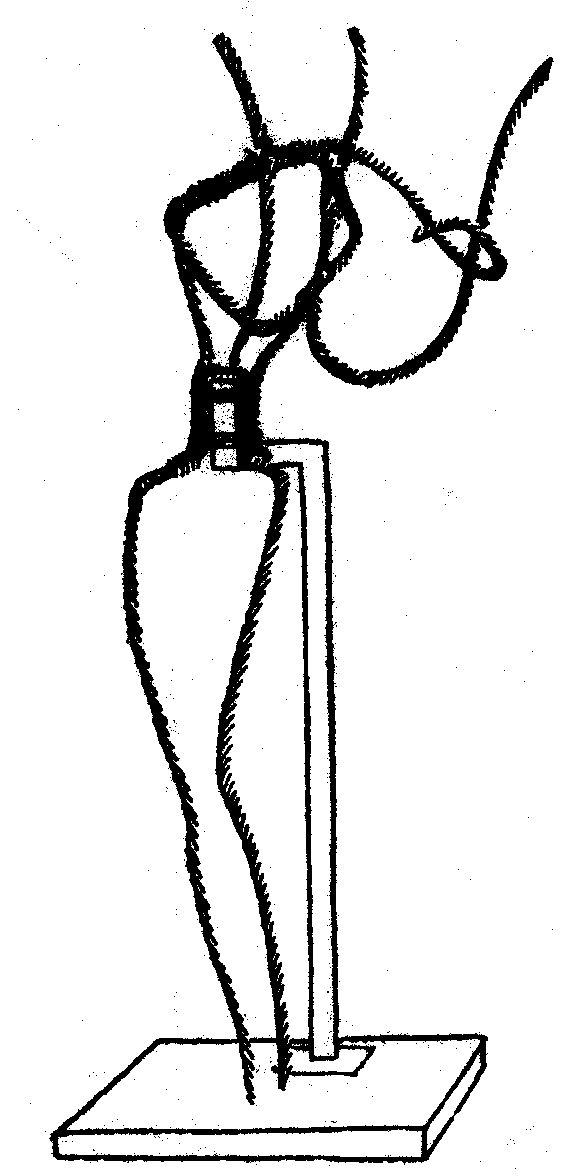
Armatura per una posa classica di una figura che tiene una lira.

Un'armatura nel linguaggio della scultura è una struttura attorno alla quale l'opera scultorea è stata realizzata. Questa struttura fornisce stabilità alla scultura, specialmente quando si utilizza un materiale plastico come la cera o l'argilla. Se la scultura è una figura umana, l'armatura è l'analogo dello scheletro ed ha sostanzialmente il medesimo scopo: mantenere eretto il corpo.
Le armature sono spesso realizzate in fili di alluminio che è rigido, ma che può essere avvolto e contorto nella forma voluta senza troppa difficoltà. I fili sono avvolti ad una base che in genere è di legno. L'artista quindi inizia a modellare la figura aggiungendo cera o argilla sull'intreccio dell'armatura. A seconda del materiale e della tecnica utilizzata, l'armatura può essere lasciata "sepolta" all'interno della scultura, ma se quest'ultima dev'essere "scavata" per essere posta in fornace, l'armatura dev'essere rimossa.
Grandi sculture rappresentative destinate a rimanere all'aria libera sono tipicamente realizzate in bronzo od in lastre di altri metalli e richiedono un'armatura per il loro sostegno interno e la loro stabilità. Ad esempio, una grossa armatura progettata da Gustave Eiffel sostiene la Statua della Libertà. 
Un'armatura utilizzata nell'animazione a Passo uno è una figura in metallo articolato, fili metallici o legno coperti con materiale per costituire il personaggio, ma che possono mantenere pose per lunghi periodi di tempo.

## L'armatura nell'animazione digitale
Nell'animazione digitale una armatura, o in inglese armature, è uno scheletro che permette un controllo completo dell'oggetto da animare. Gli elementi che compongono un'armatura si chiamano ossi o in inglese bones. Un'armatura può essere quindi impiegata per deformare e trasformare uno o più oggetti, passando attraverso delle pose che, riprodotte in sequenza ed eventualmente combinate tra loro, permettono di ottenere la massima flessibilità nel processo di animazione; nel caso dell'animazione digitale, l'armature che controlla i movimenti del personaggio viene chiamata rig, scheletro.